# Province de Taïwan
Ne doit pas être confondu avec Province (république de Chine).
Ne doit pas être confondu avec Province de Taïwan (république populaire de Chine)
La province de Taïwan (chinois traditionnel : 臺灣省 ; chinois simplifié : 台湾省 ; pinyin : Táiwān shěng ; zhuyin : ㄊㄞˊ ㄨㄢ ㄕㄥˇ) est une province de la république de Chine. Depuis le 1er juillet 2018, elle ne présente plus aucune fonction administrative.

## Histoire

### Sous la dynastie Qing
En 1683, Zheng Keshuang, troisième dirigeant du Royaume de Tungning et petit-fils de Koxinga, se rend aux Qing, suivant une bataille navale avec l'amiral Shi Lang. La dynastie Qing gouverne depuis l'archipel taïwanais (incluant Penghu) en tant que Préfecture de Taïwan (en), au sein de la province du Fujian. En 1875, la préfecture de Taipeh (en) est séparée de la préfecture de Taïwan.

### République de Chine
L'assemblée provinciale de Taïwan est formée le 1er mai 1946, en tant que Taiwan Provincial People's Political Council. En mai 1947, le Gouvernement provincial de Taïwan (en) est mis en place en tant que plus haute entité administrative de la province. Le 24 juin 1959, l'assemblée est réorganisée et adopte le nom de Taiwan Provincial Assembly. L'assemblée, originellement localisée à Taipei, déménage à Wufeng dans le comté de Taichung, à la même date où le gouvernement déménage au Zhongxing (en) dans le comté de Nantou.
Dans la fin des années 1990, le découpage administratif du pays est remanié et voit le pouvoir administratif attribué aux provinces, subdivision de premier ordre, simplifié (d'après le terme officiel anglais : streamlined[À traduire]) : elles sont directement placées sous le contrôle du Yuan exécutif. La loi est ainsi promulguée le 28 octobre 1998, puis appliquée le 21 décembre,. Cette modification s'applique principalement à la province de Taïwan, étant donné que l'autonomie de la province du Fujian, seconde province du pays, a déjà été transférée au gouvernement central en 1956.
Les dernières responsabilités administratives de la province sont transférées à partir du 1er juillet 2018 et les budgets réduits à néant, d'après la résolution du Yuan exécutif du 28 juin 2018,,.

## Géographie
Son territoire, d'une superficie de 26 328,996 km², couvre environ les trois quarts de la superficie de l'île de Taïwan, ainsi que les iles et archipel environnant (l'île Verte, l'île des Orchidées, les îles Pescadores), mais ne compte pas les cinq municipalités spéciales de Kaohsiung, New Taipei, Taichung, Tainan et Taipei.
Elle compte 9 265 538 habitants (février 2006), soit une densité de 351,9 km2. Elle est presque exclusivement peuplée à 97,5 % de chinois Han, tandis que les Aborigènes représente 2,5 % de la population de l'île.
La capitale de la province de Taïwan qui compte 11 comtés est la localité de Jhongsing.
| Français                     | Hanzi  | Tongyong Pinyin | Hanyu Pinyin | Wade-Giles   | Capitale |
| ---------------------------- | ------ | --------------- | ------------ | ------------ | -------- |
| Comté de Changhua            | 彰化縣 | Jhanghuà        | Zhānghuà     | Chang1-hua4  | Changhua |
| Comté de Chiayi              | 嘉義縣 | Jiayì           | Jiāyì        | Chia1-i4     | Taibao   |
| Comté de Hsinchu             | 新竹縣 | Sinjhú          | Xīnzhú       | Hsin1-chu2   | Jhubei   |
| Comté d'Hualien              | 花蓮縣 | Hualián         | Huālián      | Hua1-lien2   | Hualien  |
| Comté de Miaoli              | 苗栗縣 | Miáolì          | Miáolì       | Miao2-li4    | Miaoli   |
| Comté de Nantou              | 南投縣 | Nántóu          | Nántóu       | Nan2-t'ou2   | Nantou   |
| Comté de Penghu (Pescadores) | 澎湖縣 | Pénghú          | Pénghú       | P'eng2-hu2   | Magong   |
| Comté de Pingtung            | 屏東縣 | Píngdong        | Píngdōng     | P'ing2-tung1 | Pingtung |
| Comté de Taitung             | 台東縣 | Táidong         | Táidōng      | T'ai2-tung1  | Taitung  |
| Comté de Yilan               | 宜蘭縣 | Yílán           | Yílán        | I2-lan2      | Yilan    |
| Comté de Yunlin              | 雲林縣 | Yúnlín          | Yúnlín       | Yün2-lin2    | Douliou  |